# Halseyella
Halseyella este un gen de molii din familia Lymantriinae.